# Montferrer (Montferrer Castellbó)
Montferrer, o Montferer de Segre, es un núcleo de población del municipio de Montferrer Castellbó, en el Alto Urgel. Fue municipio independiente hasta que en 1857 fue incorporado al municipio de Arabell, junto con el de Bellestar, pasándose a denominar Arabell y Ballestá. En 1970 se incorporó Castellbó a Arabell y se cambió la denominación a Montferrer Castellbó, sirviendo Montferrer de capital del nuevo municipio.
La mayoría de las casas situadas en la zona de la iglesia, son de piedra, con tejados de pizarra. Al pie del monte, cerca de la carretera, se fueron edificando (a partir de los años sesenta) viviendas y restaurantes. También se edificó en la ladera, a partir de 1975, la urbanización "el balcón del Pirineo".

## Festividades
Montferrer celebra sus fiestas el penúltimo domingo de agosto, las celebraciones se extienden durante tres días (sábado, domingo y lunes). Otras fiestas que tienen lugar en la población son la Fiesta Vieja (Festa Vella), que se celebra el cuarto domingo de septiembre, la Fiesta de San Vicente, el día 22 de enero, que sólo se celebra cuando cae entre semana, y la Fiesta de San José, el 19 de marzo, que se conmemora con una misa y en ocasiones con actos festivos.

## Demografía
Año 1960: 223 habitantes.
Año 1970: 247 habitantes. 
Año 1991: 295 habitantes.

## Monumentos
El antiguo Castillo de Montferrer, ya desaparecido, estuvo ubicado en el lugar. La Iglesia parroquial de San Vicente de Montferrer.